# Subregiones de Antioquia
Se conoce con el nombre de subregiones a las divisiones territoriales intermedias que conforman el departamento colombiano de Antioquia. Las actuales nueve subregiones fueron creadas para facilitar la administración del departamento, las cuales agrupan los 125 municipios de dicho ente territorial, incluyendo el área metropolitana del Valle de Aburrá.
Las subregiones de Antioquia se diferencian unas de otras por sus características geográficas y morfológicas, así como por sus condiciones sociales, culturales, económicas y ambientales. Estas particularidades impulsaron a la Asamblea Departamental a aprobar la Ordenanza 41 de 1975, por medio de la cual sea adoptó la división del territorio antioqueño en subregiones relativamente homogéneas en aspectos ambientales, físico-espaciales, económicos, culturales y sociales. Estas a su vez se subdividen en 27 zonas por sus características geográficas, proximidad, vías de acceso y afinidad cultural.

## Historia
Las subregiones tienen su origen en las provincias del departamento de Antioquia de finales del siglo XIX, que a su vez proceden de las subdivisiones del Estado Soberano de Antioquia, llamadas en aquel entonces departamentos. Para 1910 Antioquia estaba dividida en las provincias de Centro, Aures, Fredonia, Nordeste, Norte, Occidente, Oriente, Sopetrán, Suroeste y Urabá.
En el trascurso del siglo dichas subdivisiones fueron suprimidas unas y erigidas otras sin criterios claros, hasta que finalmente la Asamblea Departamental decidió en 1975 oficializar las actuales 9 subregiones del departamento.

## Lista
Las subdivisiones de Antioquia son las siguientes:
| Nombre          | Zonas                     | Municipios | Superficie (km²) | Población (hab. 2023) | Mapa |
| --------------- | ------------------------- | --- | ---------------- | --------------------- | ---- |
| Bajo Cauca      | Bajo Cauca                | Caucasia • Cáceres • El Bagre • Nechí • Tarazá • Zaragoza                                                                                              | 8 585            | 268 848               |      |
| Magdalena Medio | Ribereña                  | Puerto Berrío • Puerto Nare • Puerto Triunfo • Yondó                                                                                                   | 4 833            | 110 358               |      |
| Magdalena Medio | Nus                       | Caracolí • Maceo | 4 833            | 110 358               |      |
| Nordeste        | Nus                       | Cisneros • San Roque • Santo Domingo | 8 645            | 208 590               |      |
| Nordeste        | Meseta                    | Amalfi • Vegachí • Yalí • Yolombó | 8 645            | 208 590               |      |
| Nordeste        | Minera                    | Remedios • Segovia | 8 645            | 208 590               |      |
| Nordeste        | Río Porce                 | Anorí | 8 645            | 208 590               |      |
| Norte           | Río Porce                 | Carolina del Príncipe • Gómez Plata • Guadalupe | 7 516            | 256 188               |      |
| Norte           | Río Cauca                 | Ituango • San Andrés de Cuerquia • Toledo | 7 516            | 256 188               |      |
| Norte           | Río Grande y Chico        | Belmira • Donmatías • Entrerríos • San José de la Montaña • San Pedro de los Milagros • Santa Rosa de Osos                                             | 7 516            | 256 188               |      |
| Norte           | Vertiente Chorros Blancos | Angostura • Briceño • Campamento • Valdivia • Yarumal                                                                                                  | 7 516            | 256 188               |      |
| Occidente       | Cauca Medio               | Anzá • Armenia • Buriticá • Caicedo • Ebéjico • Giraldo • Heliconia • Liborina • Olaya • Sabanalarga • San Jerónimo • Santa Fe de Antioquia • Sopetrán | 6 571            | 219 073               |      |
| Occidente       | Cuenca del Río Sucio      | Abriaquí • Cañasgordas • Dabeiba • Frontino • Peque • Uramita                                                                                          | 6 571            | 219 073               |      |
| Oriente         | Bosques                   | Cocorná • San Francisco • San Luis | 7 103            | 717 384               |      |
| Oriente         | Embalses                  | Alejandría • Concepción • El Peñol • Granada • Guatapé • San Carlos • San Rafael                                                                       | 7 103            | 717 384               |      |
| Oriente         | Páramo                    | Abejorral • Argelia • Nariño • Sonsón | 7 103            | 717 384               |      |
| Oriente         | Valle de San Nicolás      | El Carmen de Viboral • El Retiro • El Santuario • Guarne • La Ceja • La Unión • Marinilla • Rionegro • San Vicente Ferrer                              | 7 103            | 717 384               |      |
| Suroeste        | Cartama                   | Caramanta • Jericó • La Pintada • Montebello • Pueblorrico • Santa Bárbara • Támesis • Tarso • Valparaíso                                              | 6 589            | 382 087               |      |
| Suroeste        | Penderisco                | Betulia • Concordia • Salgar • Urrao | 6 589            | 382 087               |      |
| Suroeste        | San Juan                  | Andes • Betania • Ciudad Bolívar • Hispania • Jardín                                                                                                   | 6 589            | 382 087               |      |
| Suroeste        | Sinifaná                  | Amagá • Angelópolis • Fredonia • Titiribí • Venecia | 6 589            | 382 087               |      |
| Urabá           | Atrato Medio              | Murindó • Vigía del Fuerte | 11 799           | 542 171               |      |
| Urabá           | Centro                    | Apartadó • Carepa • Chigorodó • Mutatá • Turbo | 11 799           | 542 171               |      |
| Urabá           | Norte                     | Arboletes • Necoclí • San Juan de Urabá • San Pedro de Urabá                                                                                           | 11 799           | 542 171               |      |
| Valle de Aburrá | Centro                    | Medellín | 1 158            | 4 182 607             |      |
| Valle de Aburrá | Norte                     | Barbosa • Bello • Copacabana • Girardota | 1 158            | 4 182 607             |      |
| Valle de Aburrá | Sur                       | Caldas • Envigado • Itagüí • La Estrella • Sabaneta | 1 158            | 4 182 607             |      |

## Provincias Administrativas y de Planeación
A diferencia de las Subregiones, cuya finalidad es la organización del territorio sin ningún tipo de implicación gubernamental, existe en Antioquia la figura de las Provincias Administrativas y de Planeación que integran diversos municipios y que sí gestionan recursos económicos directamente Siendo una figura basada en la ley 1454 o Ley Orgánica de ordenamiento territorial de Colombia. Antioquia en este orden de ideas estaría agrupando, ahora si de manera administrativa a todos sus municipios en provincias  y Áreas Metropolitanas
Provincias y Áreas Metropolitanas existentes:
| Provincia o Área Metropolitana         | Municipios | Subregión            | Fecha de creación                                         |
| -------------------------------------- | --- | -------------------- | --------------------------------------------------------- |
| Área metropolitana del Valle de Aburrá | Barbosa, Girardota, Copacabana, Bello, Medellín, Itagüí, Envigado, Sabaneta. La Estrella y Caldas                                                                          | Valle de Aburrá      | Ordenanza Departamental Nº 34 del 27 de noviembre de 1980 |
| Provincia del Cartama                  | Caramanta, Valparaíso, La Pintada, Támesis, Jericó, Tarso, Pueblorrico, Venecia, Fredonia, Santa Bárbara y Montebello.                                                     | Suroeste             | Ordenanza Departamental Nº 54 del 22 de diciembre de 2016 |
| Provincia Penderisco y Sinifaná        | Angelópolis, Amagá, Titiribí, Concordia, Betulia, Urrao, Caicedo y Anzá | Suroeste y Occidente | Ordenanza Departamental Nº 04 del 14 de marzo de 2018     |
| Provincia de La Paz                    | Abejorral, Argelia de María, Nariño, Sonsón y La Unión. | Oriente              | Ordenanza Departamental Nº 06 del 14 de marzo de 2018     |
| Provincia de San Juan                  | Jardín, Andes, Betania, Ciudad Bolívar, Hispania y Salgar | Suroeste             | Ordenanza Departamental Nº 05 del 16 de marzo de 2018     |
| Provincia del Agua, Bosques y Turismo  | San Vicente Ferrer, Concepción, Alejandría, San Carlos, San Rafael, Guatapé, El Peñol, Marinilla, Granada, Cocorná, San Luis y San Francisco.                              | Oriente              | Ordenanza Departamental Nº 11 del 3 de julio de 2018      |
| Provincia Minero Agroecológica         | Remedios, Segovia, Vegachí, Yalí y Yolombó | Nordeste             | Ordenanza Departamental Nº 30 del 2 de septiembre de 2019 |
| Provincia Bioenergética del Norte      | Anorí, Angostura, Briceño, Campamento, Carolina del Príncipe, Gómez Plata, Guadalupe, Ituango, San José de la Montaña, San Andrés de Cuerquia, Toledo, Valdivia y Yarumal. | Norte y Nordeste     | 27 de noviembre de 2024                                   |
| Provincia de Río Grande                | Belmira, Donmatías, Entrerríos, San Pedro de los Milagros y Santa Rosa de Osos.                                                                                            | Norte                | 27 de noviembre de 2024                                   |
| Provincia Turística y Agroecológica    | Buriticá, Ebéjico, Giraldo, Heliconia, Olaya, Sabanalarga, San Jerónimo y Santa Fe de Antioquia.                                                                           | Occidente            | 27 de noviembre de 2024                                   |
| Provincia Agroindustrial de Occidente  | Abriaquí, Cañasgordas, Dabeiba, Frontino, Peque y Uramita. | Occidente            | 27 de noviembre de 2024                                   |

Se espera que el resto de los municipios que aún no están agrupados, se integren a las futuras provincias de Mar de Antioquia, Bajo Cauca, Valle del Nus y Río Grande de la Magdalena, o a las posibles áreas metropolitanas del Valle de San Nicolás y Urabá.